# Carlo Hommel

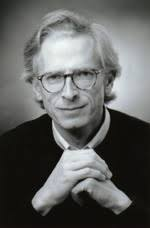
Carlo Hommel

Carlo Hommel (* 24. September 1953 in Bissen; † 8. März 2006) war ein luxemburgischer Organist.
Ersten Orgelunterricht erhielt er bei seinem Vater. Mit zwölf Jahren wurde er Organist in seinem Heimatdorf Bissen, mit dem er sein ganzes Leben lang verbunden geblieben ist. Nach dem Abitur hat er an der Musikhochschule Lüttich (Conservatoire de Liège) bei Hubert Schoonbroodt studiert. Im Alter von nur 22 Jahren wurde er dessen Assistent an den Musikhochschulen Brüssel und Lüttich. Daneben war er Titularorganist in der Pfarrkirche von Ettelbrück (1975–1987) und Cotitularorganist in der Benediktinerabtei Clervaux (1979–1987)
1987 wurde Homel aufgrund eines Wettbewerbs Nachfolger von Albert Leblanc als Titularorganist in der Luxemburger Kathedrale (Domorganist); dieses Amt hatte er bis zu seinem überraschenden Tod inne.
Carlo Hommel war Gründungsmitglied der Vereinigung Amis de l'Orgue Luxembourg, Mitglied des Institut Grand-Ducal und Leiter des Chores Madrigal de Luxembourg und der Choralscholen "Misericordias" und "Schola Willibrordiana". Über 60 Orgeln sind unter seiner Leitung errichtet bzw. restauriert worden.
Carlo Hommel hatte eine besondere Vorliebe für den Gregorianischen Choral, den er sowohl bei Konzerten wie auch in den Messen sehr gepflegt hat. Er hat an etlichen Rundfunk- und CD-Aufnahmen mitgewirkt.
Am Abend des 8. März 2006 verstarb Carlo Hommel völlig unerwartet im Alter von nur 52 Jahren an den Folgen einer nicht erkannten Meningitis.
Im Juli 2006 wurde sein ehemaliger Schüler Paul Breisch zu seinem Nachfolger bestimmt.